# Dasos Lemesou
Dasos Lemesou este o arie protejată (sit de importanță comunitară — SCI, arie de protecție specială avifaunistică — SPA) din Cipru întinsă pe o suprafață de 4.832,39 ha, integral pe uscat.

## Localizare
Centrul sitului Dasos Lemesou este situat la coordonatele 34°47′50″N 33°05′15″E / 34.7972°N 33.0875°E.

## Înființare
Situl Dasos Lemesou a fost declarat arie de protecție specială avifaunistică în decembrie 2002.

## Biodiversitate
Situată în ecoregiunea mediteraneană, aria protejată conține 12 habitate naturale: Tufărișuri termo-mediteraneene și de pre-deșert, Sarcopoterium spinosum phryganas, Pseudostepă cu ierburi și specii anuale de Thero-Brachypodietea, Pajiști serpentinofile din Cipru, Grohotișuri est-mediteraneene, Pante stâncoase silicioase cu vegetație casmofită, Păduri de Cupressus (Acero-Cupression), Păduri de Platanus orientalis și Liquidambar orientalis (Platanion orientalis), Galerii și tufărișuri riverane sudice (Nerio-Tamaricetea și Securinegion tinctoriae), Păduri de Olea și Ceratonia, Tufărișuri și vegetație forestieră joasă cu Quercus alnifolia, Păduri de pin mediteraneene cu pini mezogeni endemici.
La baza desemnării sitului se află mai multe specii protejate:
- plante (1): Pinguicula crystallina
- păsări (113): uliu porumbar (Accipiter gentilis), uliu păsărar (Accipiter nisus), lăcar-de-rogoz (Acrocephalus schoenobaenus), pescăruș albastru (Alcedo atthis), rață sulițar (Anas acuta), rață pitică (Anas crecca), rață mare (Anas platyrhynchos), fâsă de luncă (Anthus pratensis), fâsă de pădure (Anthus trivialis), lăstunul mare (Apus apus), Aquila fasciata, egretă mare (Ardea alba), stârc cenușiu (Ardea cinerea), stârc roșu (Ardea purpurea), stârc galben (Ardeola ralloides), ciuf-de-pădure (Asio otus), rață-cu-cap-castaniu (Aythya ferina), rața moțată (Aythya fuligula), șorecarul comun (Buteo buteo), bătăuș (Calidris pugnax), caprimulg (Caprimulgus europaeus), rândunică roșcată (Cecropis daurica), prundăraș de sărătură (Charadrius alexandrinus),  prundaș gulerat mic (Charadrius dubius), prundaș gulerat mare (Charadrius hiaticula), barză albă (Ciconia ciconia), șerpar (Circaetus gallicus), erete de stuf (Circus aeruginosus), erete vânăt (Circus cyaneus), erete alb (Circus macrourus), erete cenușiu (Circus pygargus), Clamator glandarius, dumbrăveancă (Coracias garrulus), cuc (Cuculus canorus), lebădă de iarnă (Cygnus cygnus), lăstun de casă (Delichon urbicum), egretă mică (Egretta garzetta), Emberiza caesia, presură sură (Emberiza calandra), presură de grădină (Emberiza hortulana), Emberiza melanocephala, Falco eleonorae, șoim călător (Falco peregrinus), șoimul rândunelelor (Falco subbuteo), vânturel de seară (Falco vespertinus), muscar-gulerat (Ficedula albicollis), muscar negru (Ficedula hypoleuca), cinteză (Fringilla coelebs), becațină comună (Gallinago gallinago), găinușă de baltă (Gallinula chloropus), ciovlica roșcată (Glareola pratincola), rândunică (Hirundo rustica), Iduna pallida, stârc pitic (Ixobrychus minutus), capîntortură (Jynx torquilla), sfrâncioc roșiatic (Lanius collurio), sfrânciocul cu frunte neagră (Lanius minor), Lanius nubicus, sfrâncioc cu cap roșu (Lanius senator), ciocârlie de pădure (Lullula arborea), privighetoare (Luscinia megarhynchos), rață fluierătoare (Mareca penelope), prigoare (Merops apiaster), mierlă albastră (Monticola solitarius), codobatură galbenă (Motacilla alba), codobatură de munte (Motacilla cinerea), muscar sur (Muscicapa striata), stârc de noapte (Nycticorax nycticorax), Oenanthe cypriaca, pietrar mediteranean (Oenanthe hispanica), Oenanthe isabellina, pietrar sur (Oenanthe oenanthe), grangur (Oriolus oriolus), vultur pescar (Pandion haliaetus), vrabie negricioasă (Passer hispaniolensis), pelican mare alb (Pelecanus onocrotalus), Periparus ater cypriotes, viespar (Pernis apivorus), cormoran mare (Phalacrocorax carbo), codroș de munte (Phoenicurus ochruros), codroșul de pădure (Phoenicurus phoenicurus), pitulice-fluierătoare (Phylloscopus trochilus), lopătar (Platalea leucorodia), țigănuș (Plegadis falcinellus), corcodel mare (Podiceps cristatus), cristei de baltă (Rallus aquaticus), aușel cu cap galben (Regulus regulus), mărăcinar (Saxicola rubetra), mărăcinar negru (Saxicola torquatus), sitar de pădure (Scolopax rusticola), Spatula clypeata, rață cârâitoare (Spatula querquedula), turturică (Streptopelia turtur), graur (Sturnus vulgaris), silvie cu cap negru (Sylvia atricapilla), silvie de zăvoi (Sylvia borin), silvie roșcată (Sylvia cantillans), silvie de câmp (Sylvia communis), silvie-mică (Sylvia curruca), Sylvia hortensis, Sylvia melanothorax, silvie porumbacă (Sylvia nisoria), Sylvia ruppeli, corcodel mic (Tachybaptus ruficollis), sturzul viilor (Turdus iliacus), mierlă (Turdus merula), sturz-cântător (Turdus philomelos), sturz (Turdus pilaris), sturzul de vâsc (Turdus viscivorus), strigă (Tyto alba), pupăză (Upupa epops), nagâț sudic (Vanellus spinosus), nagâț (Vanellus vanellus)
- mamifere (1): liliacul mic cu potcoavă (Rhinolophus hipposideros)
- reptile (1): Coluber cypriensis

Pe lângă speciile protejate, pe teritoriul sitului au mai fost identificate 4 specii de plante, 13 specii de păsări, 2 specii de amfibieni, 2 specii de mamifere, 1 specie de nevertebrate, 5 specii de reptile.